# نبرد چین
نبرد چین (انگلیسی: The Battle of China) ششمین فیلم از مجموعه فیلم‌های پروپاگاندای فرانک کاپرا بود.